# Cargoair
Карго Ер
Cargo Air Ltd (bulgare : Карго Ер), sous la marque cargoair, est une compagnie aérienne de fret bulgare dont le siège est à Sofia, en Bulgarie. La compagnie assure des vols charters cargo à travers l'Europe et le Moyen-Orient. Les principales bases de la compagnie aérienne sont l'aéroport de Leipzig/Halle et l'aéroport de Sofia.

## Histoire
Cargoair a été créée le 4 juillet 1997 sous le nom de Vega Airlines et a été rebaptisée Cargoair le 26 octobre 2006. En novembre 2007, Cargo Air a été créé en tant qu'agent commercial général représentant la compagnie aérienne de fret biélorusse Ruby Star, offrant à ses clients des services logistiques avec des avions Antonov An-12 et Ilyushin Il-76. La même année, Cargoair achète également un Boeing 737-300F.
À partir de juillet 2009, Cargo Air a commencé les opérations pour TNT Airways sur son réseau européen. En septembre 2009, Cargoair a acheté un deuxième Boeing 737-300F.
En raison de la demande croissante d'opérations de location d'avions à long terme et d'affrètements ad hoc, la direction de l'entreprise a décidé d'acheter un troisième Boeing 737-300F, livré en septembre 2011.
En février 2013, la société a acheté un Boeing 737-400 passager ; sa conversion en configuration cargo a été achevée en juillet 2013. Le 15 juillet 2013, le Boeing 737-400F a commencé son service commercial pour le transport aérien européen. En novembre 2013, Cargoair ajoute un deuxième Boeing 737-400F à sa flotte.

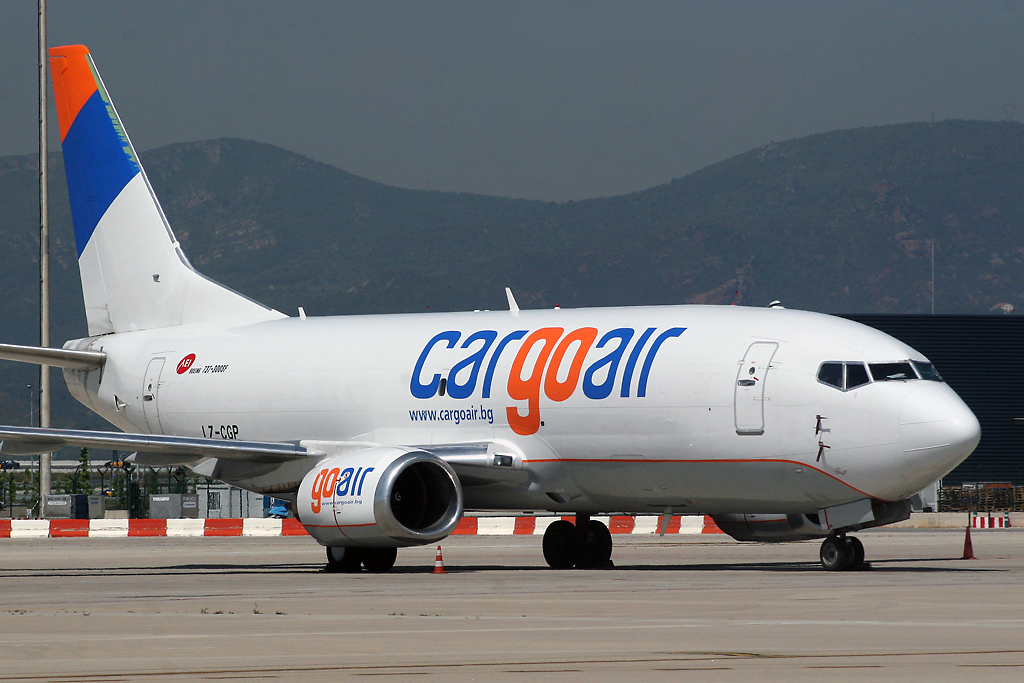
Un avion Boeing de Cargoair

En juillet 2015, Cargo Air a ajouté un troisième Boeing 737-400F également exploité pour le transport aérien européen. En janvier 2016, Cargoair a ajouté un quatrième Boeing 737-400. En février 2016, la compagnie aérienne a acheté deux Boeing 737-800BCF.

## Flotte
| Boeing 737-300SF | 3  | – | exploité pour le transport aérien européen                           |  |  |  |  |  |
| Boeing 737-400SF | 8, | – | exploité pour European Air Transport, Deux avions exploités pour UPS |  |  |  |  |  |
| Boeing 737-800SF | 2  | – | –                                                                    |  |  |  |  |  |
| Total            | 13 | – |                                                                      |  |  |  |  |  |